# Amatol
Amatol je predstavnik eksplozivov. Je mešanica amonijevega nitrata in TNT-ja. V mešanici je od 50 do 80 procentov amonijevega nitrata, preostanek pa je TNT. (Oznaka Amatol 50/50 oz. Amatol 80/20. Amatol 80/20 so uporabljali v vietnamski vojni za Bangalorske torpede). Lahko ga prepoznamo po detonaciji, ki jo spremlja bel dim. Amatol 50/50 ima temnejši dim od Amatola 80/20 vendar ne tako temnega kot TNT sam.
Je neobčutljiv na tresljaje. Vendar ob zelo močnem udarcu lahko eksplodira. Barva niha od rahlo rumene do vijolično rjave odvisno od sestave. Pri skladiščenju ostaja mehak dalj časa. Absorbira vlago, kar mu manjša eksplozivno moč. Ne smemo ga hraniti v bakrenih in medeninastih posodah, ker tvori z bakrom nevarne spojine. Kot detonator uporabljamo živosrebrni fulminat in druge močne eksplozive.
Amatol so uporabljali med prvo in drugo svetovno vojno kot minska in bombna polnitev letečih bomb V1 in V2.